# City Hunter: Private Eyes
City Hunter: Private Eyes (劇場版シティーハンター <新宿プライベート・アイズ>?, Gekijōban Shitī Hantā <Shinjuku Puraibēto Aizu>, lett. "City Hunter il film - Shinjuku Private Eyes") è un film d'animazione del 2019 diretto da Kenji Kodama.
Si tratta del secondo film anime tratto dalla serie televisiva City Hunter. Il film è uscito nelle sale giapponesi l'8 febbraio 2019, mentre in Italia è stato distribuito nei cinema il 2, 3 e 4 settembre dello stesso anno.

## Trama
2019. Ryo Saeba e Kaori Makimura vengono contattati dalla modella e studentessa di medicina Ai Shindo, che afferma di essere inseguita giorno e notte da minacciosi figuri alla ricerca di una misteriosa "chiave". Tale chiave si rivela ben presto essere collegata al pericoloso Sistema Moebius, cui il padre di Ai stava lavorando subito prima di essere assassinato, e che contiene il segreto per la creazione di armamenti di ultima generazione comandabili con la sola forza del pensiero. Come se non bastasse, nell'affare Moebius sembra essere coinvolto anche Shinji Mikumi, potente proprietario di una multinazionale delle comunicazioni nonché amico d'infanzia di Kaori.

## Promozione
Il 19 marzo 2018, Aniplex annunciò la produzione di un nuovo film adattato dal manga City Hunter di Tsukasa Hōjō, il quale sarebbe stato animato dallo studio Sunrise e distribuito nelle sale nipponiche nel corso della primavera 2019. L'annuncio fu accompagnato da un teaser trailer in cui era presente la canzone Get Wild cantata dal gruppo TM Network, nonché sigla di chiusura della prima stagione dell'anime originale. Nel corso dell'aprile 2018 fu confermato il ritorno del doppiatore storico del protagonista Ryo Saeba, Akira Kamiya, il quale sarebbe tornato a ricoprire il ruolo del personaggio. Il 1º agosto 2018, il sito web ufficiale pubblicò un nuovo trailer che confermava l'effettiva data di uscita, l'8 febbraio 2019, assieme il ritorno alle regia di Kenji Kodama, il quale aveva diretto la maggior parte delle trasposizioni animate, Yoichi Kato come sceneggiatore e furono riconfermate le voci originali per i personaggi di: Kaori Makimura, Saeko Nogami, Umibozu e Miki.
Il 10 e l'11 novembre 2018 presso la città Kokura, nella prefettura di Fukuoka, luogo in cui nacque il mangaka originale, si tenne un evento in cui fu presentato il film all'interno del Kitakyushu Pop Culture Festival, dove furono esposti diversi pannelli preparatori della pellicola assieme ad una riproduzione della Mini Cooper, l'auto utilizzata da Ryo nel corso delle sue avventure. Il 12 dicembre 2018 fu pubblicato un terzo trailer, che confermava il titolo completo del film, ovvero City Hunter: Shinjuku Private Eyes. Il 10 gennaio 2019 viene rese disponibile un quarto video che mostra la presenza del trio Occhi di gatto, tratto dalla serie omonima ad opera dello stesso autore di City Hunter, all'interno della storia del film, dove nella loro breve apparizione viene inserita in sottofondo una versione remix di Cat's Eye. Sempre nel corso del stesso mese fu resa nota la futura pubblicazione di un adattamento in versione light novel del film, scritto da Kenta Fukui e pubblicato da Tokuma Shoten a partire dall'8 febbraio 2019, per farlo coincidere con la data d'uscita della pellicola. Il romanzo vendette un totale estimato di 10 021 copie in meno di un mese.

## Distribuzione
Il film è stato distribuito nelle sale cinematografiche giapponesi l'8 febbraio 2019. Il 19 febbraio seguente, il sito web ufficiale rivelò che City Hunter: Private Eyes sarebbe stato ridistribuito nel formato 4DX a partire dal 1º marzo successivo, oltre a ciò fu confermata anche un'edizione sottotitolata in giapponese per le persone aventi problemi di udito ed un set di cinque carte collezionabili, quest'ultime in omaggio per chi si fosse recato presso i cinema tra il 23 febbraio ed il 1º marzo.
In Francia è uscito il 13 giugno 2019 con il titolo Nicky Larson Private Eyes.
In Nord America i diritti sono stati acquistati da Discotek Media assieme al resto del franchise animato. È stato presentato e proiettato all'Otakon 2019 esclusivamente il 27 luglio 2019.
In Italia è stato distribuito da Nexo Digital il 2, 3 e 4 settembre 2019. Al termine del film è stato inserito il video musicale della versione italiana ufficiale di Get Wild in collaborazione con i TM Network cantata da Stefano Bersola.

### Edizione italiana
L'edizione italiana del film è stata realizzata da Dynit e il doppiaggio è stato eseguito dalla Lylo Italy di Milano con direzione e dialoghi di Sergio Romanò. Rispetto al cast vocale degli altri film della serie, Elisabetta Cesone viene sostituita da Chiara Francese nel ruolo di Miki, mentre le doppiatrici della banda Occhi di Gatto sono differenti da quelle della serie televisiva. Il DVD/BD è uscito il 30 gennaio 2020 e nei contenuti speciali sono incluse delle interviste inedite ai doppiatori italiani storici e la versione italiana di "Get Wild" interpretata da Stefano Bersola.

## Accoglienza
Nel weekend d'apertura, il film si classificò come il quarto più visto, guadagnando 257 milioni di yen dal sabato alla domenica, per poi aumentare a 450 milioni dal venerdì al lunedì successivi. Nel secondo weekend scese dal quarto al quinto posto della classifica dei film più visti di quel periodo, guadagnando 153,734,680 yen dal venerdì alla domenica, riuscendo ad ottenere un totale di 757,770,500 yen. Nella terza settimana di proiezione, la sua posizione calò ulteriormente scivolando dal quinto all'ottavo posto, ottenendo una cifra di 1,005,602,900 yen. Nella quinta settimana di programmazione la cifra salì a 1,328,388,620 yen, mentre nell'ultima ottenne un cumulativo di 1,404,747,320 yen. Il 15 aprile 2019, il sito web ufficiale rivelò che il film ha incassato un totale di 1,502,665,440 yen.
Kim Morrissy di Anime News Network recensì City Hunter: Private Eyes trovando che riuscisse a ripresentare bene sia l'azione che l'emozione di City Hunter mentre vide la comicità non invecchiata benissimo e la relazione tra Ryo e Kaori come sottosviluppata.
Emanuele Bianchi di LegaNerd lo considerò, per quanto fosse un film moderno nell'aspetto, con l'anima e il cuore degli anni '80, ma con una storia priva di colpi di scena e con un antagonista deludente; tuttavia lo reputò un film sicuramente da vedere. Carlo A. Montori di BadTaste.it lo reputò "Un film con poco coraggio che si adagia sulla nostalgia battendo strade fin troppo note". Andrea Fornasiero di MYmovies.it lo trovò un'operazione nostalgia che non reinventava nulla e si proponeva come un lungo episodio della serie.
Silvio Mazzitelli di MondoFox lo promosse, definendolo un film dedicato principalmente ai fan nostalgici delle grandi avventure di Ryo Saeba, i quali non ne sarebbero rimasti delusi. Manuel Lucaroni di MangaForever vide che la pellicola non proponeva nulla di nuovo agli spettatori, risultando a tratti banale nelle trama, ma era possibile scovare diversi elementi che aggiunti all'ottima realizzazione tecnica, alla presenza inaspettata di alcuni personaggi e al fascino del prodotto di Hōjō, rendevano la visione piacevole, divertente e per i fan storici della serie, decisamente soddisfacente.

## Seguito
A dicembre del 2022 viene annunciato un nuovo film di City Hunter in occasione del trentacinquesimo anniversario, City Hunter The Movie: Angel Dust, uscito nei cinema giapponesi a settembre 2023. Il regista Kenji Kodama torna come direttore generale, mentre il film è diretto da Kazuyoshi Takeuchi. Anime Factory ha distribuito il film nei cinema italiani dal 19 al 21 febbraio 2024.